# Liste der Landschaftsschutzgebiete im Landkreis Weißenburg-Gunzenhausen
Im Landkreis Weißenburg-Gunzenhausen gibt es drei Landschaftsschutzgebiete.(Stand: November 2018)

## Hinweise zu den Angaben in der Tabelle
- Gebietsname: Amtliche Bezeichnung des Schutzgebietes
- Bild/Commons: Bild und Link zu weiteren Bildern aus dem Schutzgebiet
- LSG-ID: Amtliche Nummer des Schutzgebietes
- WDPA-ID: Link zum Eintrag des Schutzgebietes in der World Database on Protected Areas
- Wikidata: Link zum Wikidata-Eintrag des Schutzgebietes
- Ausweisung: Datum der Ausweisung als Schutzgebiet
- Gemeinde(n): Gemeinden, auf denen sich das Schutzgebiet befindet
- Lage: Geografischer Standort
- Fläche: Gesamtfläche des Schutzgebietes in Hektar
- Flächenanteil: Anteilige Flächen des Schutzgebietes in Landkreisen/Gemeinden, Angabe in % der Gesamtfläche
- Bemerkung: Besonderheiten und Anmerkungen

Bis auf die Spalte Lage sind alle Spalten sortierbar.
| Gebietsname                                                                      | Bild/Commons   | LSG-ID       | WDPA-ID | Wikidata  | Ausweisung | Gemeinde(n)      | Lage     | Fläche ha | Flächenanteil | Bemerkung |
| -------------------------------------------------------------------------------- | -------------- | ------------ | ------- | --------- | ---------- | ---------------- | -------- | --------- | --- | --------- |
| Schutz von Landschaftsteilen (Landschaftsschutzverordnung) - Südhang Absberg     | weitere Bilder | LSG-00469.01 | 395977  | Q25340079 | 1992       | Absberg          | Position | 16,4      | Landkreis Weißenburg-Gunzenhausen (100 %) |           |
| Schutz von Landschaftsteilen (Landschaftsschutzverordnung) - Kleiner Brombachsee | weitere Bilder | LSG-00526.01 | 396059  | Q25340032 | 1998       | Absberg, Pfofeld | Position | 255,23    | Landkreis Weißenburg-Gunzenhausen (100 %) |           |
| Schutzzone im Naturpark Altmühltal                                               | weitere Bilder | LSG-00565.01 | 396115  | Q23787649 | 1995       |                  | Position | 163135,05 | Ingolstadt (0,1 %), Landkreis Eichstätt (36,3 %), Landkreis Neuburg-Schrobenhausen (4,0 %), Landkreis Kelheim (8,7 %), Landkreis Neumarkt in der Oberpfalz (8,2 %), Landkreis Regensburg (1,5 %), Landkreis Roth (6,4 %), Landkreis Weißenburg-Gunzenhausen (22,8 %), Landkreis Donau-Ries (11,8 %) |           |